# Grassington
Grassington is een civil parish in het bestuurlijke gebied Craven, in het Engelse graafschap North Yorkshire met 1126 inwoners.